# ぼくらのの登場人物
ぼくらのの登場人物では、鬼頭莫宏の漫画『ぼくらの』（およびこれを原作とするテレビアニメ、小説）の登場人物について記述する。アニメ版・小説版については、原作と重要な相違がある場合のみ記述する。アニメ版・小説版のみに登場する人物についても本項で扱う。

## 「ゲーム」の誘い手
ココペリ
声 - 東地宏樹
子供達を「ゲーム」に誘った張本人で、洞窟の住人。自らジアースを操って敵との戦闘をしながら、子供たちに戦い方を一通り教え、消えていく。その際に「す⋯」と発し、転送により最後まで伝わらなかったが、彼の言いかけた言葉は「すまない」だとコモは推測する。子供たちを誘った時には変人めいた言動をしているが、敵と戦闘している時はそのおかしさは見られない。またその際、初めて登場した時にはなかった傷跡らしきものが頬に付いている。初登場時にかけていたのは伊達眼鏡で、戦闘時には外しており、後にコックピット内に落ちていてコダマに受け継がれる。
その素性は、本編開始以前にジアースを使い戦っていた契約者の一人であり、同じく契約者であるマチと共に「ぼくらの」世界にジアースを引き継ぎ、戦い方をチュートリアルする最後のパイロットであった。頬の傷は、荒れていた自身の世界のパイロットである生徒によって付けられていたが、「ぼくらの」世界でのパイロット勧誘に支障があるとコエムシによって消されていたもの。
本名を画楽（がらく）といい、マチは「ガラ先生」と呼んでいる。「ココペリ」は個人名というより引き継ぎパイロットの役名のようなものであったらしく、最終話でマチの兄（元コエムシ）がこの名を名乗っている。
ココペリという名称は、インディアンの間に伝わるカチナと呼ばれる精霊の一種に存在している。背中の曲がった笛吹き男の姿で表され、豊穣をもたらす存在であるとされる。命名に関連しているのかどうかは明言されていない。またココペリはインディアンの伝承で「最初の人間」ともされる。鬼頭のサイト「パズルピースは紛失中」にこの笛吹き男のオブジェの写真がある。
アニメ版
本職は学校の教師で姓は笛吹（うすい）。彼の世界の戦いで娘の優（声：神田朱未）を含む生徒達がパイロットとなった。未契約の彼が契約する代わりに1人契約を解いてもらえるが、その際にコエムシから娘を選ぶのだろうと言われたこともあってか優を選ばなかった。優と残り2人になったところで、最後に戦って死ぬか引き継ぎをして生き残るか迫られるが、マチの助言と懇願により彼が引き継ぎをした後で最後の戦いを行うことになり、優は助かる。しかし、そうして現れた「ぼくらの」世界において15人集められるところを手心を加え14人しかパイロットを集めなかったためコエムシの逆鱗に触れ、結局彼らの世界における最後の戦いのパイロットに優が選ばれてしまう。模様は顔に現れる。優の戦いの際には優の母（声：小島幸子）もジアースに呼ばれており、優は戦いの後、両親に見守られながら散っていく。優の母は彼と共に投身自殺を図ろうとするも彼は死にたくないと言う。コエムシはそんな彼らを助け、彼に無能な猿であることを認めさせた。娘を守れなかった彼は自らが無力なゲームの駒であることを理解し、子供たちにジアースの操縦を教えるため再び姿を現す。頬の傷は、コエムシに痛めつけられた時にできた傷であった。彼の模様の位置は不明。引き継ぎ戦のみを担当したためその後も生存しているが描写はされていない。

コエムシ
声 - 石田彰
戦闘やジアースに関する情報を子供たちに教える正体不明のサポーター。作品の謎を握るキーキャラクター。漫画版では握り拳大の大きさだが、アニメ版では人の頭程度の大きさになっている。物質の転送能力を有し、戦闘開始時には問答無用で子供たちをコックピットに転送させる。ぬいぐるみのような一見ユーモラスな姿をしているが、残忍な性格で口も悪い。一人称は「オレ様」。ココペリに「こいつは信用できない」と言われている。
嫌味や悪口を垂れ流しつつも、契約者の頼み事は基本的に断れないらしい。選出されたパイロットにコエムシが強制できるのは「戦いが始まったときには一旦コックピット内にいること」程度のことであり、そこから先は「無防備なまま敵の眼前に生身のパイロットを晒す」「勝利を得る直前でそれを放棄し、コックピットから逃走する」などといった行為すら支援し、また48時間の時間切れによる「二つの世界の消滅」を選択することをも煽るなど、勝敗よりもパイロットの意思を第一として尊重する行動パターンをとる。ただし、都合の悪い質問を無視したりはぐらかすことはしばしばある。
目前に死を控えた搭乗者がパニックに陥るのを見ることを楽しみとしているため、年不相応に「戦う目的」「死ぬ意味」を理解し達観する「ぼくらの」世界のパイロットたちに対し、「頭の螺子が飛んでやがる」とこぼしている。
その正体は、ココペリ（画楽）やマチと同じ地球の人間であり、マチの2つ上の実兄。彼らの地球の最後の戦いに伴って自分たちのサポーターから役割を引き継ぎ、コエムシの肉体を与えられ2人と共にジアースの引き継ぎ先である「ぼくらの」世界の地球に送られた。「ぼくらの」世界での戦いの勝利回数に伴って、再び自分たちの地球に戦いが回ってくる可能性が変わるため、自分たちの地球とマチを救うため職務には忠実である。マチ曰く、自分たちの戦いの時にウシロのようにズルをしていたとのこと。
最終話で人間の姿に戻ってジアースのパイロットとして契約を行ない、次の地球での引き継ぎ戦のパイロット＝新たなココペリとなり、佐々見にコエムシを引き継ぐ。その際には2度目に登場したココペリ（画楽）よりも大きな傷跡を顔の中央に見せており、元の姿に戻るのは1年ぶりだと話す。佐々見に元の姿はジアースに保存されていて、コエムシの体は地球人たちに傷つけられるものではなく、コエムシの状態では不死身だと告げる。
マチの死など様々な出来事を経て、その心境に変化が生じたらしく、恐怖に耐えるウシロに実妹である田中未来を救うよう鼓舞したり、最後には苦悩しつつ戦うウシロに謝罪する言葉をかけたり、ココペリとなってからは先代ココペリとは違い、次の地球のパイロットたちに最初から「パイロットになれば死ぬ」「自分も戦闘が終われば死ぬ」ことをはっきり伝えている。
「コエムシ」も「ココペリ」同様に一種の役名であり、各ロボットごとに1体のサポーターとして存在し、細かい部分は異なるがほぼ同様のフォルムを有する。作中に現われた他のコエムシも、概して性格は悪い。前述の通り、担当するチームを多く勝たせることで、自分の世界が再度戦いに巻き込まれる可能性を減らすため、どのコエムシも「自らの担当するグループを一つでも多く勝たせる」という職務には忠実だが、中には充分な数を勝たせたと見るや早く仕事を終えたいためにズボラになるコエムシもいる。
モデルはジョージ秋山のマンガ『ザ・ムーン』の「糞虫」。コエムシは、ココペリと同様カチナの一種にその名前が見られる（Koyemshi、別名：泥頭・マッドヘッド）。部族の祖先であり 道化のように振る舞うことで人を導く存在らしい。ココペリ同様に命名に関連しているのかどうかは明言されていない。コエムシの名前を聞いたワクとアンコが臭そうに鼻をつまむシーンもあり、モデルの糞虫から糞→肥の連想もある。
アニメ版
初登場はココペリ戦後の第2話なのでココペリと会話する場面は無い。本名は町史郎。容姿は原作と異なる。元々は別の世界におけるゲームの参加者であり、そのチームを担当した黒コエムシ（声：山本圭子）に媚びへつらって自らの順番を後に回そうとするなど、卑屈で臆病かつ卑劣な性格だった。その世界における最後の戦いのパイロットとして勝利した後、あまりの生への執着から、黒コエムシによってコエムシの身体を与えられて生きながらえた。以来、数多くの地球を訪れて「仕事」を続けてきた。原作よりも残忍で非道な性格として描かれ、物語終盤までその性格のまま心変わりすることがなく、最終的にはカナを無理やり契約させようとしたところを田中から託されたウシロの銃でマチから銃撃され、無様な最期を遂げる。
小説版
小説版に於けるコエムシについては、後述の小説版の登場人物を参照。

## 15人の子供たち
記載順は原作でパイロットに選ばれた順。特記がない者はいずれも中学1年生。

### 前半
アニメ版では、前半に登場する阿野万記（マキ）までの設定・ストーリーは原作にほぼ準じている。
ワク / 和久 隆（わく たかし）
声 - 阪口大助
明るく活発だが根は真面目 な性格で、自然学校のムードメーカー。小学生の頃は地元のサッカーチームのレギュラーであり相当な戦績を残していて、それが自慢でもあった。プロのサッカー選手になるのが当然だと思い、まわりもそう思っていた、ただひとり父親をのぞいて。サッカーで自分よりも優秀な成績を小学生の頃に残していた父がそんな素振りを見せもせず普通に働いてることに気付いてからは、サッカーをする意味、生きる事の意味に悩み、中学進学と共にサッカーからは一旦身を引いている。1人目のパイロットに選ばれ、隠されたヒーローとしての戦いに燃える。敵の戦法に悪戦苦闘しながらも斬られたジアースの右腕を得意のシュートで敵の足の間に突き刺し、無事勝利を収める。戦闘後ジアースのコックピット外に出て勝利の雄叫びをあげたが、ウシロから小突かれた直後に機体から転落して不慮の死を遂げる。
ウシロとマチの旅で最初にワクの家を訪れ、自然学校でのワクの姿を両親に伝えた。ワクの父がサッカーをしていたことをワクには話していなかったが、幼稚園の頃からサッカー選手を夢見ていた。そのきっかけは、熱狂的な野球ファンになっていた父がワクにバットとグローブをプレゼントする前に、父の小学生からの友達にサッカーボールをプレゼントされたことだった。
アニメ版
模様は左上腕に現れる。ワクの父がサッカーをやっていたことや今は野球ファンである描写は無い。ワク戦前、夜にモジと2人で話す場面があるが、この時原作には無いサッカーボールでリフティングする様子が描かれる。また、サッカーから一旦身を引いた理由をサッカーのリーグ決勝戦に父が見に来てくれずに冷めてしまったことと、考える時間が欲しかったからとモジに話した。ジアース操縦時に上手く扱えず四足歩行で移動する。ワクの遺体発見後に葬儀が執り行われ、残りの子供たちは全員出席する。葬儀の席で父が仕事に追われていたが、もっと構ってやれば良かった、と泣きながら話す。
小説版
第5章のパイロット。そこまでの小説版の記述では、ワクが重点的に描かれている。仲間を失ったショックから戦意を喪失し、チズにそれを見透かされ「戦う理由」として身体を差し出されるが、それを拒絶する。さらに国防軍の介入により戦わなければ助かる可能性を示され、中途半端な気持ちで戦闘に突入してしまう。敵のパイロットと思われる少女は、原作でキリエがしたようにトミコローツ《洋梨》の外に身を晒す。少女にコズエの面影を見たワクは、少女を守ろうとして思わず味方を撃墜してしまう。その直後にチズによって殺されてしまい、戦わないまま死ぬこととなる。

コダマ / 小高 勝（こだか まさる）
声 - 保志総一朗
建設業社長の息子。家族構成は父親（声：宝亀克寿）と兄が2人で、母親は全メディアにおいて表立って登場していない。2人の兄は父親とは別の道を歩んでいる。父の粗野な短所を貶しながらも、ビジネスマンとしての長所を理解し、尊敬している。現実主義者な面と、生命の弱肉強食の側面を尊重し自分の父を「選ばれた優良な命」とする偏った思考から、歳に不相応な冷静さと非道さを併せ持ち、猫をエアガンで撃つことに飽き足らず、人を殺す経験は自分の糧となると信じている。姿を消したココペリが唯一残した伊達眼鏡を受け継いでかけている。鬼頭曰く「賢さの中での 子供思考の代表としての存在」。
2人目のパイロット。戦闘時には足下で逃げまどう群衆を「ここで死ぬ運命」と一顧だにせず踏みつぶす。しかし尊敬する父親を偶然に死なせてしまった際は、流石に動揺を見せている。意志と意地は強く、父の死のショックを大きく引きずらずに勝利を得る。選ばれた人間であったはずの父があっけなく死んでしまったことに、それまでの考え方が揺さぶられるが、その直後にゲームのルールによって何も知らないまま命を落とす。彼の死後、コエムシによって残りの子供たちはゲームの本当のルールを知ることになる。
ウシロとマチの旅で、コダマの会社は小高家とは関係の無い別の代表取締役を迎え、皮肉なことにジアース特需で景気がいいことが分かる。上の兄は医大で学んでいるが、下の兄は文系の法学部から理系の建築土木に志望を変えた。しかし、父の会社には関わるつもりはないと言う。
アニメ版
模様は両腕に現れる。父の名は雄三。父の会社はデベロッパーに変更。兄は1人になっており名は真一（声：浅沼晋太郎）、父の会社で専務を務めている。
小説版
第8章のパイロット。パイロットの順番変更に伴う人格の成長が著しい。かける伊達眼鏡は次兄が捨てたのを受け継いだもの。ゲームのルールを知り、さらに殺すつもりでチズに銃を突きつけたが引き金を引けなかった経験を経て、自分の偏った思想を全面的に改めることになる。命に優劣はなく誰にとっても平等に価値がないが、だからこそ命の尊さという偽善を守ることに価値があると悟り、エアガンを捨て素直な性格になる。戦闘では自らが不利になることを承知の上で、敵からダイチと弟妹を守り、残った仲間たちに、《人形》という人の手に余る存在を上手に使って「一人でも多くの人を助けられる」可能性を自らの戦いで示す。

ダイチ / 矢村 大一（やむら だいいち）
声 - 杉田智和
家族思いの実直で堅物な少年。並の成年男子をしのぐ頑健な肉体の持ち主。母はおらず、また3年前に父親が失踪したため家庭は貧しい。双葉（声：戸松遥）、三太（声：井上麻里奈）、四詩（声：釘宮理恵）の弟妹3人を養うために新聞配達と叔父の造園業のアルバイトに精を出す。叔父一家に親身な援助を受けており、同居を勧められているが、「父が帰れる場所を残しておきたい」という理由で断り、持ち家を住まいとして提供されている。ジアース内では椅子ではなく、ちゃぶ台を囲む座布団に座る。
3人目のパイロットに選ばれたダイチは、残り少ない時間を弟妹たちと有意義に過ごすべく、アルバイト先で貰った無料チケットで揃って遊園地に行こうとするが、その日の夜明け前に敵が襲来する。叔父に弟妹たちを預けたダイチは、戦闘で遊園地を破壊せぬよう、敵を無人の海まで持ち運んだのち撃破に成功する。ダイチの願いによってその遺体は隠されたため、戦闘終了後は行方不明扱いになる。数日後、残されたダイチの弟妹たちは、彼が守った遊園地に行くこととなる。
失踪中だった父は子供達の住む街が怪獣の被害にあったため戻ってきて一緒に暮らしている。失踪時のことは話したくないらしく、佐々見によると親友が金銭的トラブルをおこしそれを助けるためいっしょに中国へ出稼ぎに行っていたとのこと。残された弟妹たちにはダイチの本当の話はしておらず、いつかの日か弟妹たちが大きくなった頃に父から伝えられる。
アニメ版
5人目のパイロット。模様は胸部から腹部にかけて現れる。自己紹介時に本名の「ヤムラダイイチ」ではなく「ヤムラダイチ」と名乗る。叔父・矢村健吾（声：武虎）の仕事が造園業から新聞販売店になっており、ダイチはそこでアルバイトしている。遊園地の無料チケットも彼から貰うことになる。コエムシに自分は必ず戻ってくるから強制的に連れ戻したりしないように頼む。自分がいなくなった後のことを考えたダイチは以前から誘われていた叔父達との同居を受け入れ、そのことを双葉に告げる。失踪した父と同じ台詞を残して戦いに向かう。敵を持ち上げた後に田中から避難が終わっている地区を伝えられ、そこまで敵を持ち運ぶが、その場所は弟妹たちと行く予定の遊園地があったため、空中で回転しジアースの手から逃れた敵に遊園地を破壊される前に敵の動きを止める。無事にバスで避難した弟妹たちの姿を確認し、敵にとどめを刺した。
戦いの後父親が戻ってきた描写はなく、弟妹たちは最終話でウシロの義父が経営するフリースクールに転入してくる、双葉とカナが同学年。三太はダイチの失踪がトラウマになり、かつてコダマが考えていたような、ニヒリズム的思考を持つに至っている。
小説版
パイロットには選ばれていないが、原作に準ずるストーリーが第8章のコダマ編で描かれた。避難の際に弟や妹とはぐれてしまうが、コダマが操る《人形》の協力を得て無事弟妹たちと再会する。しかし彼らは敵性地球の住人であり、コダマの勝利後、矢村兄妹は彼らの住む地球もろとも、ルールによって消滅することとなる。

ナカマ / 半井 摩子（なからい まこ）
声 - 井口裕香
正義感が強く真面目な委員長タイプ。髪はポニーテール。「全員が全体の奉仕者であるべき」が口癖で、ワクにそれをからかわれたこともあり、またアンコにはその優等生ぶりを嫌われている。その背景には、売春婦である母親の美子（みこ、声：大原さやか）が世間で冷たく見られていることがある。その事情を幼い頃に理解し、自分のせいで母を悪く言われないために模範的であろうと努力しているが、クラスメイトからは敬遠されている。お針子などの内職をして母親の手助けをしており、ミシンや縫い物が得意。
4人目のパイロット。皆のユニフォーム（戦闘服とも呼ばれる）を作る費用を捻出するため旧知の男・ナベさん（声：最上嗣生）に自ら売春の斡旋を依頼するが、それはどんな問題でも自分の力で解決していこうという決意の表れであった。母は、後ろ指を指される職業であっても、その運命を自分で背負った上でなお揺るぎない生き方をナカマに示す。その顛末を経て、ナカマは母のように堂々と生きるために戦う決意をする。
ナカマがお針子で稼いだお金を美子が貯めており、それをユニフォーム作りの費用に当てる。ユニフォーム作りのためやつれた姿でコックピットに現れる。敵が市民の避難を待ってくれたために、存命している仲間のユニフォーム11着をなんとか完成させ皆に手渡す。これを見たアンコは「嫌な奴だと誤解していた」といった旨の発言をし和解する。残りの3着はマキが縫うと言う。その後に、自分を軽蔑していたクラスメイトの行方が分からないことを知り、ジアースの能力で彼女を捜しコエムシの転送能力を借り、安全な場所へ避難させる。
ウシロとマチの旅の中で、ナカマの母は娘を捜すため避難しておらず、娘の戦いでの唯一のケガ人となり入院していることが判明する。娘のことで自分を責めており、以前より痩せ、リハビリも始めずにいた。ウシロとマチから娘が皆のために服を作ったこと、その服が皆をつなぎとめたこと、娘の呼び名が「ナカマ」であることを聞き、涙を流しナカマの作ったユニフォームに顔を埋めた。
アニメ版
6人目のパイロット。模様は両太腿の裏付近に現れる。母親はナカマを妊娠したのを機に、売春婦からスナックの従業員に転職している。母が体を売っていたことは知らなかったが、美子の店のオーナー・ナベさんが口を滑らせ知る。ナカマは田々良と共に母の店に行き、店の客から母にプロポーズしたのは田々良以外にもいたことと、母が色んな人たちから好かれていることを知り涙する。戦闘を前に「義務なんかじゃなくて自分1人ひとりのために戦おうよ」と皆に呼びかける。戦闘は初の敵地戦となり、人型同士の格闘戦となるが、誰の助言を受けることもなくジアースの腕を自らの機転で切り離し、敵を殴り倒して撃破する。なお、作ったユニフォームは11着から4着になり、またデザインも長めのTシャツのような簡易的な物に変更されていた。ナカマの戦いではナカマ、モジ、マキ、アンコが着用した。
小説版
詳細は、阿野 摩子の項を参照。

カコ / 加古 功（かこ いさお）
声 - 藤田圭宣
家族構成は父、母、姉。甘えを絶とうと突き放す物言いをする姉とは不仲である。自然学校で出会ったチズに恋心を抱く。
キリエとは同じ中学校に通っている。2人とも同じグループから執拗ないじめを受けており、カコ本人は足が速いことで使い走りをやらされていた。それすらもさせてもらえないキリエに対し、ささやかな優越感を抱いていた。非常に自己中心的な性格で、当初はゲームを軽く考え積極的であったが、ルールを知った時には現実を認められず、ナカマの作ったユニフォームを「死に装束」と呼んでウシロと同様に着ていない。
5人目のパイロット。自分の順番が来てからは恐怖に怯え、コエムシの口車に乗せられてチズをレイプしようとするが、彼女にナイフを突きつけられ、未遂に終わる。またこれ以降キリエにチズを奪われたと思い込む。戦闘が始まってからも死への恐怖から半狂乱状態に陥り逃げるばかりで戦おうとせず、街に甚大な被害を及ぼす。闘争心をつけるためにキリエが放った言葉に激怒し、殴打し続けている所をチズに刺殺され、パイロットの役目を果たし終えずに絶命する。
鬼頭は「物語の構造上『普通の少年』的なものがカコくんに集約した」と語っている。
アニメ版
3人目のパイロット。模様は顔と首に現れる。家には母・姉しかおらず、父親は何らかの理由で長い間家に戻っていない。母親の顔には殴られた様なあざがある。アニメ版ではキリエに加えてチズとも同じ中学校に通っており、チズの気を引こうと自然学校に誘った。学校でのいじめは描かれていない。ゲームの真実を知った後、チズを水族館に誘うが、チズが畑飼と性的関係まで持っていたことをチズの口から聞かされ絶望する。コエムシがカコを呼ぶのを忘れたため、コックピットにカコだけがいない状態でパイロットに選ばれる。その後、チズは水族館にいるカコを見つける。カコは敵ロボットが迫る中、避難できないイルカ達にパイロットに選ばれ戦闘を回避できない自分を重ねていた（しかし、後のダイチの話のニュースにてイルカ達は海に逃げたと思われると無事避難したことが報じられた）。チズに好きだと告白し、原作同様彼女を襲うも抵抗され、その弾みに階段から転落して気絶し、直後に建物の崩壊に巻き込まれ死亡する。コックピットに転送された際には、すでに死体となっていた。なお最終話においてウシロは、戦うことなく散った彼に対して「カコも時間が欲しかったろうな、そしたらあいつだって戦えたさ」と考えている。
小説版
第3章、2人目のパイロット。設定は原作と同様だが、まだルールが判明していないことなどから、カコの日常生活や思考が原作より詳しく描かれる。パイロットに選ばれ有頂天になるが、軽い気持ちで放ったレーザーが、いじめグループごと大勢の学友を殺戮してしまう。錯乱した挙句に自分の街を破壊し尽くし、さらに1万人以上の被害者を出す。無様な内容ながら戦闘には勝利するが、戦闘後に真のルールを知らされ、さらなる錯乱のうちに死んでいく。
次章のツバサ編では、中学1年生であるのに年齢が14歳と表記されている。

チズ / 本田 千鶴（ほんだ ちづる）
声 - 高梁碧
左目の泣きボクロが特徴的な、正統派お嬢様タイプの女の子。人並み外れて暢気でお人好しな父、母、姉との4人家族で、家族の中ではただ一人現実的な思考の持ち主。姉を慕っている。
自分の通う中学校の教師である畑飼に心を惹かれ、性的関係を持つ。しかし畑飼に裏切られ、畑飼の知り合い数人に性的暴行を受け、その模様をムービーに撮られて口止めされる。畑飼を殺して自分も死のうと決意したが、その直後に畑飼の子を宿していることを知り、犯罪歴のある母親にはなれないと一度は殺害を諦める。しかし、ジアースの力を得たことで再び畑飼への復讐を決意する。
カコを殺した直後に6人目のパイロットに選ばれると、自分に性的暴行を加えた男たちをその家族や周囲の避難民もろともジアースで殺していく。だが、最後に殺そうとした畑飼の傍らに姉の姿を見て衝撃を受け、コックピットから出て姉に、自分が畑飼の子を妊娠していること、畑飼を殺すつもりであることを告げる。姉は、他人を恨むと不幸になる、自分を殺してもいい、自分を殺すチズをも受け止めると諭す。復讐を断念したチズは、姉のために敵と戦う。戦闘後はキリエにナイフを託し、ジアースの顔の光の数に注意するよう伝え、胎内の子に悔恨の情を語りながら息を引き取る。この後、ジアースの光点の変化から、チズの子が契約者に含まれていたことが判明する。これが、未契約者がいるという疑惑が発覚する引き金となる。
鬼頭は物語上の役目において「カコくんと合わせて極限時の人の業を背負ってもらった」と語っている。
アニメ版
4人目のパイロット。模様は顔と首に現れる。性格・家族の設定・エピソードなど、大きく変更されている。輪姦などのエピソードは排除されたが、別の形で畑飼に裏切られている。畑飼と最初に性交したときに盗撮された画像をインターネットに流され、間を置かずに姉と畑飼が交際していたことを知る。カコの死が分かった直後、パイロットに選ばれるが、敵はそっちのけで学校へ向かい、盗撮カメラを仕掛けに女子更衣室に忍び込んでいた畑飼を殺そうとするが、姉がそこに現われて畑飼をかばったため、畑飼を殺すのを諦め、ジアースを追ってきた敵をすぐに倒す（コエムシも「圧勝」と言っている）。姉の幸せを願いつつ息を引き取る。妊娠については婉曲的に表現された。この戦いの後にモジがジアースの顔の光の数と生存者の命の数が一致していることに気付く。しかし、2つ同時に光が消えたことに対しては説明出来なかったが、キリエがチズとチズのお腹の子ではないかと発言した。
小説版
第6章のパイロット。短い髪形と家族絡みのエピソードを除けば、ほぼ原作準拠となっている。キリエの推測（平行世界との戦い）を信じていたこともあり、凝った復讐計画になっている。庄治を誑かし陵辱した連中の行動を抑えたチズは、戦意喪失のワクを殺害した直後に操縦権を手に入れ、自分を陵辱した男たちへの復讐を遂行する。しかし最後に畑飼を襲う際、姉の存在に気付くのが遅れ、姉を死に追いやってしまう。このアクシデントに絶望したチズは、コダマが彼女に突きつけていた拳銃を奪い取り自殺する。次のパイロットに選ばれたチズの胎児の手により戦いは決着する。

モジ / 門司 邦彦（もじ くにひこ）
声 - 宮田幸季
整った外見と穏やかな性格で、勘が鋭い。それは細やかな観察力と優れた推理力によるもので、それを活かし戦闘では的確なアドバイスをする。名本ナギ（声：中村悠一）、ツバサ（声：名塚佳織）という同い年の幼馴染みがおり、ツバサに好意を寄せる。幼い頃から3人で仲良くしていたが、小学6年生の時にナギが重い心臓病を患い、3人の関係は変化する。ナギは手術直前まで病院ではなく自宅で療養している。
自分がナギの拒絶反応ゼロのフルマッチのドナーになれることを知り、どちらか1人が生き残りツバサを手に入れる、それは自分であると喜んだが、ツバサの性格では優位な立場の自分が選ばれる可能性はないと悟る。ジアースと出会い、その力で「自身にも起こりうる死因」でナギを殺すことで対等になろうとも考えるが、ゲームのルールを知った後にはナギのドナーとなることを決意する。モジは自分が死ぬのは親友を殺そうとした”罰”だと考える。
7人目のパイロット。戦闘では一旦敗色濃厚となるが、コックピット部分を切り離し敵よりも上から光線攻撃を行ったことと航空国防軍の勇敢なパイロットの特攻によって辛うじて勝利する。ジアースのコックピットは半壊していたが、その形は敵の急所と酷似しており、モジは自分たちが何と戦っているのか察しはついていたが突飛過ぎて言葉にはしなかった。
病院でモジの後ろ姿を見たツバサは後を追うが見失う、その先が手術室だったこともあってモジがナギのドナーだとは気付かなかった。しかし、ウシロとマチがモジの家を訪れた時にモジの心臓のことはモジの両親にすら伝えなかったが、ツバサはモジの心臓がナギの中で生きていることを確信していた。
アニメ版
7人目のパイロット。模様は首の左側・左肩・左胸に現れる。両親のいない孤児であり、ナギとツバサは共に孤児院で育った。ワクとは同じ中学に通っていた。パイロットに選出されるまでコモとマキから契約していないのはモジかと思われていた。
ナギの発病は中1の夏で余命は約1年とされたがモジとツバサはナギに余命の告知をしなかった。しかし、弱っていくナギは自分の死期が近いことを感じていた。モジがナギを殺す意志までは描かれない。また、ナギは自宅療養ではなく病院に入院している。ナギはモジにツバサのことが好きだと打ち明ける。モジはその想いは必ずツバサに伝えろと言う。それがツバサのためにも自分のためにもなる、とも。ナギの見舞いの途中でコックピットへ転送され戦闘になる。ツバサはモジがドナーであることに気付く描写は無い。敵地戦となった戦闘では、敵との心理戦の末、読み合いに勝利する。その結果、モジは敵が機械ではなく自分たちと同じ心を持っていると気付くが、仲間たちには曖昧に伝えるにとどめる。
この戦いではモジ、マキ、アンコがユニフォームを着用し、モジは病院に転送される前にユニフォームを脱いで行った。
小説版
自然学校に参加しておらずパイロットでもないが、ツバサとの関係から事件に深く関わってゆく。ツバサの戦いの際にマーヤに唆されて、ナギを死に至らしめてしまうが、その後ツバサも死んだことで全てを失い、心に深い傷を負う。後にマーヤからツバサの死の真相を聞かされ、自らとこの世界が存在し続けていることに絶望し、ジアースのパイロットと身分を偽ってマスメディアに姿をさらし、ジアースの戦闘を不利にするよう世論を誘導することになる。だがマーヤの真意を知った後は深く悔い、彼女をジアースと契約させることで復讐を果たす。最後は死の世界と化した「ぼくらの」世界に残り、同じくその世界に残った人たちと共に生きることを選ぶ。ツバサに「性格のいいウシロ」と例えられている。

マキ / 阿野 万記（あの まき）
声 - 比嘉久美子
オタク趣味の父親の影響から、軍事・古めのアニメ・コミック・ゲームが好きで男勝りな性格 で短髪の少女。ジアースの命名者。コモとは小学校時代からクラスメイトで親友であり、またカナを可愛がっている。物語開始の時点で、母が弟の出産を間近に控えていた。新たに生まれる弟への思い入れは強く、そのこともあってカナを苛めるウシロへの憤りを隠さない。そうした思いからベビーベッドをジアース内の椅子として使用しており、隣に未契約者のためコックピット内の椅子がないカナを座らせるが、彼女の戦闘の際には、ベッドがいつものように椅子の並びの中央に移動しないという謎の不具合が起こっている。
2歳の時に生母が育児を放棄し、衰弱死寸前のところで救出された。3歳の時に子供がいなかった両親に養子として引き取られる。自分が両親の実の子でないことは知っているが、かえって絆は深い。
マキはコモに連れて行ってもらい普段とは違う女の子らしい格好をする。マキは小学4年生くらいまでは髪を伸ばしていたが、クラスの子が異性を意識し始めたので女の子らしくあることをやめた。詳しいことは分からないが、男や酒や金にだらしなかったであろう生母の血が自分に流れていることを怖れ、自分はそうならないようにするためである。しかし、死を目前にしたマキは生まれてくる弟に自分の女の子らしい部分を覚えてもらいたいという、女の子らしさがマキの中にあった。
8人目のパイロット。母が産気づいたときにジアースへ招集される。ナカマが作ることが出来なかったダイチ達のユニフォーム3着をコモに手伝ってもらい完成させた。その戦闘の際に、敵が自分たちと同じ立場の人間であることを知り、勝利を得ることを逡巡する。しかし両親と弟の未来のために敵を殺し、自らの世界に輝く命の光の群れの中に、弟が加わったのを見て逝く。
アニメ版
模様は腹部に現れる。「自分は養子」「弟は両親の初めての子供」と語るにとどめ、生い立ちなどのエピソードが省略されている。ジアース内の椅子はマキと母のお気に入りのロッキングチェアに変更されている。敵地で勝利後に敵の地球、そして敵の宇宙が消滅するのを皆で見る。輝く命の光に弟の光が加わわるところを見るのに加えて、ジアースの力で生まれてきた弟の姿を見る。そして、マキはいつの間にか手元にいた生まれてきたばかりの弟を抱きながら、ロッキングチェアに揺られて逝く。その後、弟の姿は消えており、マキのいだいた願望であったことが分かる。
この戦いでアンコとコモがユニフォームを着用した。
小説版
第12章のコモ・カナ編（２）の敵パイロットとして登場する（後述）。小説版「ぼくらの」世界のマキは、表立っては登場していない。

### 後半
キリエ / 切江 洋介（きりえ ようすけ）
声 - 浅沼晋太郎
体格は小柄で太り気味。口数が少なく内向的な性格だが芯は強く、いざという時には自ら悪役を引き受けるのも憚らない行動力を示す。洞察力や思考力に優れ、万人が等しく持つ「生きることの価値」に哲学的な思索を巡らせていく。かつて快活だった従姉に憧れていたが、彼女は今では気力を喪失して自殺未遂を繰り返している。コックピット内での椅子は、彼女の化粧台の椅子である。
チズ戦の4日後に畑飼に会いに行き、その言動に危険と怒りを感じ、チズのナイフで彼を殺そうとするが胸を刺すだけに終わる。その後、深夜に田中の元を訪れ、自分が戦闘のジャマになったら殺してほしいと田中に頼む。自らの生への希求が薄いという自覚、そして命の価値に差異はないとする信念から、他の地球を滅ぼしてまで生き残ることに懐疑を抱く。それを田中に打ち明け、彼女の軍人の立場からの、しかし真摯な意見を聞く。彼女はキリエが無駄にその命を使うなら考えると答えた。
9人目のパイロット。これまでの戦いではユニフォームを着用していたキリエだったが、戦闘が始まると普段着のままで敵の前に身を晒し、敵に殺す相手を知ってもらおうとする。それに呼応して姿を現した対戦相手の少女は、自らのリストカットの痕を見せる。キリエは、どちらも同じ存在であるならば、どちらも最善を尽くすことが互いの礼儀であり、生命が背負う業と責任であることを悟る。ジアースのことを話せる時がきたら従姉に自分のことを話してほしいと頼み、彼女の回復を願いながら戦いに臨む。戦闘には勝利するものの、その詳細な経緯について作中では描かれなかった。
アニメ版
模様は顔上部に現れる。悪役を引き受けたり哲学的な考えをする場面は描かれていない。自殺未遂を繰り返す従姉は描かれず、コックピット内での椅子はキリエの自室の椅子になっている。また、畑飼に会いに行く描写は無い。
キリエの父親が女を作って出て行き、リストラされ新しい働き先の決まらない母親が自殺を図ったことからこの世界に失望し、地球と共に滅ぼうとするが、敵の不可解な自滅（全く戦闘を行わないまま自らコックピットをつかみ出して潰す）により不戦勝となり、もう一度戦うことになる。その後、就職先が決まり夫が帰ってきたことで元気を取り戻した母親を見たキリエは戦う決意をする。そして、敵地での戦いでウシロに「今までで1番上手いかもな」と言われるほどの、フットワークを使った俊敏で無駄のない動きを見せ勝利する。マチが未契約者であることに気づき、死に際に残りの仲間にそれを告げ、静かに息絶える。
小説版
第7章のパイロット。守るべき大切な人である従姉がカコの戦いに巻きこまれて既に失われていたことから、戦意が薄い状態でパイロット選定を受けたキリエであったが、チズを陥れた畑飼を敢えて生かし、彼が生きることそのもので彼を裁かせるために、戦うことを決意する。敵地での戦闘は敵トミコローツ《蜻蛉》のスピードに翻弄されるが、「敵も自分と同じ人間」であることを思い出し、カコとの交友から着想したハメ手（臆病風に吹かれたと思わせ騙し討ち）を実行、作戦は見事に決まり《蜻蛉》は大破する。その後、キリエは半壊した敵のコックピットに自分を転送させ、《人形》を用いるのではなくチズのナイフを用い、敢えて自らの手で敵のパイロットである少女を殺し、決着を付ける。

コモ / 古茂田 孝美（こもだ たかみ）
声 - 能登麻美子
山の手のお嬢様風な容姿 をした少女。マキと同じ学校に通う。父は国防軍の軍人で一等海佐。小学生時代には父の職業が理由でクラス内で浮き、軽いいじめにあうが、軍事に詳しいことからその点については何ら気にせずに交友を持ちかけてきたマキとは、それ以来固い友情で結ばれている。いじめを受け流せなかったためか生き方が消極的になったが、マキの戦闘を経て自分の死を受け入れたことで、自ら主体的に生きることの喜びと世界の美しさを知り、それまで硬かったピアノの表現が格段に向上する。ジアースの戦いに国防軍が介入することになったのは、コモが父に打ち明けたことがきっかけである。
10人目のパイロット。戦闘ではいったん敗北寸前となるが、敵パイロットは戦闘を放棄してコモ達の地球に逃走する。この戦いの始まる3日前に彼はコモと同年輩の一人娘を被災者の遺族に殺されていた。日本政府はジアースには1人の操縦者がおり、その人物の情報は公表できないと発表した。しかし、その裏でコモの顔写真や学年、住所などの個人情報を流していた。これによりコモの自宅が被災者の遺族に放火される。また、コモの演奏するピアノの発表会の情報が流される。会場に現れた敵パイロットはコモの演奏を聴き、抵抗する意思の無い彼は田中や佐々見の前に身をさらす。残り時間が迫る中で田中はサイレンサー付き銃で彼を射殺しようとするがコモの父が現れる。田中は一度は断るが、コモの父の要望通りにその役目を譲る。コモの父は敵パイロットの頭に向けて銃の引き金を引く、それは自分の娘の命を絶つ引き金でもあった。コモは父の前で全てをやり遂げた充足感の中、この世を去る。
アニメ版
11人目のパイロット。模様は背中に現れる。父親は国会の野党議員とされ、名前も孝一に変わっている。父親の職業が変わったことで軽いいじめにあう描写は無く、消極的であることは描かれない。父親は、自身の辞職会見でジアースの情報を国民に発表したために殺された。また、その場に偶々居合わせた田中も反撃するが殺されてしまう。それに対して、敵地戦となった戦闘では、敵地の住人が落とし穴を掘り、戦いに協力する。それを見たカンジは「ここの地球の奴らはアイツを勝たせようとして穴を掘った。それに比べて俺たちはコモの親父さんや田中さんを殺されちまった。寂しいもんだな」と発言する。しかし、コモは「いえ、寂しくなんかありません。父が感じた孤独、父が感じた悔しさに比べたら穴に落とされるぐらい何ともありません。どんなに裏切られても父は自分の地球を愛した。私も父のように戦います」と戦う決意を固め、光線攻撃を機に反撃に転じる。
小説版
第12章のパイロット。設定は、親友がマコになっている部分を除けばほぼ原作準拠。
敵トミコローツ《孔雀》のパイロットは、敵世界のマキであった。マキは度重なる戦いや自らの世界の住人による襲撃などで仲間を失い、自らも両親らと共に襲われる寸前に招集され、最後のパイロットとなっていた。共に戦っていた仲間には「敵世界のコモ」もいた。コモがパイロットであることを知ったマキは逃亡する。その事情に気付いたコモは、自らを囮としてマキと接触する。マキは、死んだマコの代わりにマコの養母の出産に立ち会う。マーヤの策謀によって開戦を決定したアメリカは《人形》にダメージを与えられなかったことに業を煮やし核攻撃を実行する。出産を見届け、その奇跡に感謝したマキは、「ぼくらの」世界の両親と弟を守るためにコモと協力して米軍のミサイルを迎撃する。その後、コモは自らマキを射殺してトミコローツ同士の戦いの決着をつける。

アンコ / 往住 愛子（とこすみ あいこ）
声 - 牧野由依
薄い茶髪で巻き毛。父の明（声：古澤徹）は有名ニュースキャスター。将来の夢はアイドルになることで、独りアイドルごっこが趣味。その最中にコエムシに呼び出された時は、赤面しつつ怒っている。自然学校では優等生ぶるナカマを嫌っていたが、彼女の戦闘の際には和解している。まっすぐな性格のためにコエムシやカンジによくからかわれている。「ホントはもう少しワガママな性格のつもりでいた」と鬼頭は語っている。
11人目のパイロットに選ばれたアンコは父と話し合い、戦闘後に死ぬこと以外の自らの置かれた状況を明かす。そしてジアースおよびパイロットに関する重要な情報を隠蔽するための記者会見を行なう運びとなるが、その直前に別のテレビ局で偽パイロット・狩田淳二が記者会見を行い、アンコたちは会見の機会を逸してしまう。その偽会見の内容を逆用する形で、ジアースの戦闘中に明によるコックピットからの中継が敢行される。アンコは敵の攻撃によって足に重傷を負わされながらも戦い、視聴者からの応援メッセージが殺到していることを聞きアイドルみたいと感じ、そこから着想を得てアイドルの練習で培った動きを応用して勝利を収める。
明は、事前にコモの父親と接触を持ったことで、娘に訪れる運命をすでに知っていた。アンコは、明とともにテレビに出るという本当の夢が叶ったことをかみしめながら、視聴者に被災者への謝罪を含めた真摯なメッセージを遺す。明は娘がそんなにしっかり話せるなんてと驚いていた。アンコはちゃんと話せた理由を「だってアタシ、パパのニュースをいつも見てたから」とし、逝く。
アンコのジアースパイロットとしての宣言の1週間後には世間の流れは同情、支持に傾き、少なくともアンコは世界で一番有名な女の子になった、とカンジによって回想される。
アニメ版
10人目のパイロット。模様は右耳付近に現れる。夢はワク曰く局アナだが本人は否定している。カンジの事を気にしている。ジアース内での椅子（ソファ）のオットマン（フットレスト）部分をカナに貸している。アイドルに憧れる描写は無い。
キリエの死の直前の告白でアンコはマチの役目を知ると激怒し、今まで死んでいった仲間たちを思い、マチに何度も何度も平手打ちをした。コエムシはアンコにそのへんにしてやってくれないかと言う。打ちどころが悪くて死なれても困るんだよ、何しろこいつはオレの妹なんでな、と。ここでコエムシとマチの関係性が明らかになる。
父の明はジアースを巡る政府財界の動きを追及しようとするが、その矢先に女性モデルとの不倫報道によりニュース番組を降格する。これによりジアースに関する特別番組は中止となってしまう。アンコの家はマスコミに囲まれ、自分たち家族に対する世間の扱いが理不尽だと怒るアンコだったが、保に「力を持った人は、その分責任を取らなくてはならない」と説かれ、思い直す。そして憔悴した父に母・圭子（声：大浦冬華）を守るように伝えると同時に、自分もまた戦いの覚悟を決める。アンコを心配するカンジに「1人で戦えるから見てて」と言い戦闘を始める。戦闘後はカンジの腕の中で「カンジがいてくれたから戦えたよ」と伝え、涙を流し息を引き取る。
小説版
第10章のパイロット。マーヤと畑飼の手により流出してしまったジアースのパイロットリストが、よりによってアンコの父・明の手により公開されてしまう。怪獣災害被災者の追及から仲間を守るため、そのリストをアンコと明の捏造であったということにするが、その謝罪会見の直前、アウェイ世界での戦闘に明および会見の撮影スタッフごと召喚されてしまう。敵トミコローツ《灯台》に至るまでの道はアウェイ世界の人間で敷き詰められており、それを踏みつぶさなければ接近できないよう《灯台》に至るまでの人間の盾となり、またアンコの情に訴えるべく「死にたくない」「負けてくれ」といったメッセージをマスゲームで伝える心理攻撃を仕掛けてくる。あまりの事態に戦意喪失するアンコだったが、明の助言を受け、敵世界の人間にアンコ自身の戦う理由を語りかけると共に、思いを新たにし非情に徹して《灯台》に勝つ。そして明に看取られつつ息を引き取るさなか、消え行くその世界の命の光の群れの中に、“Good luck, Zearth.”の文字を見つける。
小説版で“ジアース”の名称がでるのはこのアンコの章が初である。

カンジ / 吉川 寛治（よしかわ かんじ）
声 - 野島健児
15人の中で最も背が高い。ウシロと同じ学校に通い、その家庭の事情も知っている数少ない友人である。両親はゼネコンに務める建築設計士であるが、超高層ビル「沖天楼」の建設に際し会社から強度計算の偽装を指示され、それを気に病んだ母はカンジが小学1年生の冬に落成したばかりの沖天楼から投身自殺している。また、母親がいないことがきっかけで同じ境遇のウシロと親しくなった。下ネタを口にしてアンコの表情を歪めさせることがままあるが、それを楽しんでいる素振りがあるように普段はひょうきんな性格である。タレ目ぎみの顔立ち、角刈りにランニングシャツと、どこか暢気で野暮ったい風体に反して判断力と洞察力に優れており、モジと同様に戦闘中はパイロットのブレーンとして適切な助言を行うことが多い。ウシロからマザコンであることをバラされるが特に取り繕う様子も無く平然としていた。田中のことを気に入っており関から写真を貰っていた。自身の戦いの前に今まで隠していた「カナからウシロのいじめを止めないように言われていたこと」「ウシロが養子であることをカナが知っていたこと」をウシロに伝えた。
12人目のパイロット。戦闘は、敵ロボットがハワイから遠距離射撃を行なう戦法をとり苦戦を強いられる。結果、ハワイへ赴いた関の生命反応を標的として光線を放ち、関を含めた志願者たち23名もろとも敵を破壊するしかなかった。彼は自分の手で沖天楼を壊すつもりだったがやめて、彼の父に工事に問題のある沖天楼の責任を取らせることを田中にお願いする。敵撃破後、ウシロから今までジアースに付き合ったのはワクのためだけじゃないと、遠回しにカンジのためでもあると告白される。最期は本人の希望通り沖天楼の屋上へと転送され、多くの犠牲を出した無力な自分を母と重ねつつ、降り始めた雪に少しばかりの幸せを感じ、ひとり眠る。契約していないことを明かしたウシロに、マチに気をつけるよう警告し、自身の愛用していたジャケットを譲った。このジャケットのポケットに関から貰った田中の写真が入っており、ウシロの手に渡ることになる。
ウシロとマチの旅で彼の父と出会い、ウシロからは彼が父を恨んでいたことを伝えられ、彼の父からは沖天楼の取り壊しが決定したことを伝えられた。
アニメ版
模様は首の右側と右肩に現れる。原作と異なり母親は生きており、当初は高層建築の仕事をしていると自ら語る。この設定は後に改められ、母は沖天楼内にある認知工学研究所の教授・吉川光枝となる。下ネタとマザコンの設定は無くなっており、田中に好意を抱く描写は無い。また、沖天楼のデザインも変更されている。ウシロとは、小学生の時にウシロの義父が開いた自然学校に参加したときからの友人。以来毎年夏休みにはウシロのもとを訪れていたが、中学1年生の夏は目先を変えて海に行こうと、御友島の自然学校へウシロを誘う。アンコとは短い間だが想い合う関係になる。
当初は引き継ぎ戦のパイロットとしてコエムシに見込まれていたが、アンコの戦闘後、コエムシの言動に怒りを爆発させ「所詮、支配者の犬」と罵ったことで怒りを買い、さらにこれまでのマチとコエムシの話を聞いたカンジが「元は人間だったとはな、それも最低の」と発言したことでパイロットとして選ばれてしまう。
コエムシから母が政府機関に情報を流していたことやコモの父が財界から狙われていたことを知っていたことを伝えられ、元から家庭を顧みないこともあってカンジは保に母の暗殺を依頼する。しかし、カンジの真意を汲みとった保はそれを実行に移すことなく、カンジの母とカンジの戦いを見守った。沖天楼前に現れた敵ロボットとの戦闘のさなか、自分たちは寄せ集めの15人ではなく本当は15人で1人だったと気付く。そして「母は酷い人だが母の研究は一流」として「契約を解く鍵が沖天楼にある」と解決の糸口をウシロに託し、沖天楼を守るために戦う。
小説版
核戦争による世界的な荒廃を目の当たりにし、この世界に守る価値があるのかを思い悩むことになる。その迷いを敵トミコローツ《紅蠅》の精神干渉能力に突かれ、「ゲーム」が存在せず「ぼくら」が理想的な成長を遂げた設定の仮想世界に落とされてしまう。
違和感を持ちながらもその状況を受け入れていくカンジだが、マーヤの干渉と拭い去れなかった違和感からその世界を拒否する。さらに《紅蠅》のパイロットとの会話で、自分の前に死んでいった子供たちを「不幸」「悲惨」と断じられたことに反発する。「彼らが自らの精一杯で守ったこの世界を自分も守る」と、力の象徴であるジアースを動かして《紅蠅》の構築した仮想世界を打ち破る。
夢から覚めて現実世界の《紅蠅》を倒した後、同じ夢を視ていたウシロの吐露に許しを与え、「生きろ」という言葉を遺す。そして、自分が選んだ世界での自分の死を静かに受け入れる。

カナ / 宇白 可奈（うしろ かな）
声 - 阿澄佳奈
小学4年生。唯一の小学生。ウシロの妹。口数の少ない、大人しい性格をしている美少女。ゲームの契約をウシロが止めたため、描写上は明確な未契約者である。しかし、戦闘では常にコックピットに呼ばれ、マキのベビーベッドに座らせてもらっている。
未契約者かと思われていたが、実はココペリの戦闘の後に自分からコエムシを呼び出して契約を結んでいた。この時点では戦闘後に死亡することは分かっていなかったが、実際にロボットで戦った後だったので、少しくらいの危険は承知の上での行動だった。マキが座っていたベビーベッドは本来はチズのお腹の子のもので、マキが勘違いしてそこに座りカナも座らせてもらっていた。こうして空いたマキの本来の席にはこの地球では契約していなかったマチが座り、同じく空いたカナの本来の席には未契約者のウシロが座っていた。
幼い頃から、自分がウシロと父から母を奪ってしまったと思い続けてきた。ウシロが養子であることを父に聞かされてからは、家族の絆を保つためにウシロの暴力に黙って耐えていた。そして自分は母親に会えないが、せめて兄には会わせたいと、田中にウシロの生母の捜索を依頼する。やがてアンコの父である往住明の尽力により「ウシロの母としての」田中に面会し、母としての務めを果たすよう頼む。
13番目のパイロット。自身の戦いでは本来の椅子に座る。自らの死後のウシロを案じ、田中を実母としてウシロに会わせようと尽力するが、敵性体によって田中が捕われ自害し、その願いを完全には果たせずに、田中の死のショックから激情に身を任せ敵性体をバラバラに粉砕する。敵コックピットを破壊前には自分が死んでしまうことを叫び、泣きながらウシロに抱きついている。遺体はウシロの希望でユニフォーム姿のまま小さなお棺に納められる。
アニメ版
兄のウシロと共に生活しており、積極的に家事もこなしている。ウシロ同様、学校には通学していない。暴力を受けながらも、ウシロを慕っている。
未契約者であったが、引き継ぎ者が助かるルールを知り、ウシロを救うために契約を結ぼうとする。しかし、次の地球へ引き続きはしないことを決意したウシロとその考えに賛同したマチによって阻止される。アンコのオットマン（フットレスト）を椅子代わりに借りている。
アニメ版ではパイロットになっていないので死亡せず、その後、自分の仲間たちのためにこの戦いを「物語」として伝えていこうと決意する。最終話ではウシロ義父が経営するフリースクールで出会ったダイチの弟妹たちに真相を物語っている。
小説版
ゲームの契約を結んでおり、最後に残ったクッション付きの椅子に座ろうとしたが、それはマーヤに譲られ、マリアの畳に座る。マリアは未契約者である可能性を考えていたが、実際には契約が結ばれていた。最期まで「ウシロの妹」として生きるため、また日本政府が幼いカナを「排除」して代わりのパイロットを充足するのを防ぐために、カナがパイロットに選ばれた時に偽のパイロットとして名乗り出てもらうことをコモに頼む。
第11章のパイロット。カナの若い生命力に反応し強大な力を得たジアースは、敵の反撃がないこともあって圧勝し、カナは最後まで自分がパイロットとは知らなかったウシロに、彼を残して先に逝くことを詫びて息を引き取る。

マチ / 町 洋子（まち ようこ）
声 - 三瓶由布子
そばかすがトレードマーク。自然学校でココペリの洞窟へ行く提案をする。契約時には嫌な予感がすると言い締結を渋る素振りを見せるが、ワクに無理矢理結ばされている。自然学校開催地が地元であり、両親は漁師。兄がいるが、ウシロをなじる時に「ウチの兄貴みたい」と言ったことから、兄に対する印象は悪いようである。カナのことを気に掛けている。ジアース内では、マキが当初自分のものかと思った椅子に座っている。
実はココペリと同じ地球の人間で、コエムシの妹。ココペリと共に引き継ぎ戦を行うためこの地球に来て、契約者を捜す役割を担った。自らの世界では必要な勝利数以上の人数が登録されていたため最後までパイロットに選ばれることなく、ワクに結ばされたと思われた契約は、その時点では自分たちの世界での契約が継続中だったため無効となった（二重契約は出来ない）。
カナの戦いの後、田中や関も含め、既存の契約者はすべて死亡していた。自らの責任を果たすべくウシロと共に新たに契約を結び14人目のパイロットとなる。自らの戦いに臨む前に「ぼくら」の家族と狩田淳二の家族に真実を伝える旅に出ることをウシロに提案し実行する。狩田淳二の家に訪れた後にマチはウシロに初恋の告白をする。今夜いっしょに寝ようと誘うが、突如現われた子供の様な外見をした40歳くらいの暗殺者に頭部を複数発撃たれ、すぐに病院に転送されるものの植物状態となってしまう。コエムシ曰く、この暗殺者は星になった、とのこと。このままでは戦闘ができないため、兄のコエムシが『最愛の妹への最高のサポート』として、自ら彼女の命を絶つ。
彼女の死後、隔離されていた「ぼくらの」世界の本来のマチが、コエムシによって戻され、家族と再会する。この隔離から解放される際に彼女は時間経過を感じていない描写がされた。マチのように平行宇宙に同一人物がいることは滅多にあることではなく、同じ顔の人間がいたことは奇跡と呼べるものだった。実際に「ぼくらの」世界の町家には兄であるコエムシの存在は無かった。
彼女の死はコエムシの心に変化を及ぼした。
アニメ版
13人目のパイロット。模様は顔上部に現れる。住まいはタバコ屋で耳の遠い老婆と生活している。異世界からジアースのパイロットを集めるためにやってきた。本来の自分の世界のゲームでは、兄・史郎がゲームへの参加を認めず、カナと同じ形でお豆（オブザーバー）になった。史郎がコエムシとして転生してからは、そのアシスタントとなり、多くの世界のゲームをつぶさに見てきた。第23話でカナを強制的に契約させようとしたコエムシをウシロと連携して射殺した。その際に「今のは優ちゃんの分」と発し、友達であったココペリの娘・優の仇を討った。その後、自ら契約して、13番目のパイロットとなり、沖天楼とジアースプログラムのタワーを破壊する。敵ロボットとジアースを破壊しようとする大量の無人兵器による無数の爆撃によって戦場は灼熱の地獄と化す。関はその様子を見て「酷い仕打ちだ」呟くが、マチは「でも、私には相応しいです」「こんな炎じゃ焼き尽くせないくらい罪を重ねてきたから」と胸の内を語る。敵コックピットをその炎で焼き、戦闘に勝利する。戦う決意をしたウシロを次のパイロットに決定し最後の役目を終え、ウシロらを転送した。闘いによって瓦礫の山と化した街にて、自身が生まれた地球で死ねない後悔を呟き、コエムシの亡骸のそばで降り始めた雪を見ながら息絶える。コックピット内の椅子はタバコ屋で彼女が普段使っているものに変更されている。
タバコ屋の老婆はマチが戦う敵が出現した際に、マチからウシロの義父が経営するフリースクールに避難することを勧められ行動に移している。マチの戦いから数年後、ダイチの弟妹が来た時もフリースクールで存命している。
小説版
マチは小説版には登場しない。

ウシロ / 宇白 順（うしろ じゅん）
声 - 皆川純子（幼少期：鬼頭素世子）
常に冷静・無表情で、口数も少ない。物事に対しての関心や反応が薄いが、頭の回転は早い。また、他人の痛みに鈍感で戦闘中の仲間にも平気で暴言を吐くなど傍若無人な言動も目立つ。カレーは甘口、コーヒーも甘口で寝ることが好き。カコと同様にナカマの作ったユニフォームも着ない。例外的に同じ中学校に通うカンジには友人として接している。カナの兄であり、彼女がゲームに参加することを拒んだのも彼である。父親は中学校の教師をしているが「自分も生徒の1人」と語るように、ウシロから見た親子の繋がりは希薄である。
ことあるごとに妹のカナに手荒な暴力をふるう。「カナを産んで死亡した母親にカナを重ねて、彼女に当たることで自分を遺して逝った母への不満を解消している」というカンジの指摘にウシロは否定しておらず、逆に図星のような反応を見せている。ウシロは母親を「いたって事を憶えているくらい」とも語っている。マキからはカナとの血のつながりに甘えているとも言われる。後に自身もマキ同様、親と血のつながらない養子であったことを知る。直接の原因ではなかったとはいえワクを海に落としてしまったことについては後ろめたさも感じており、ジアースに関わる要因の1つになった。
実はゲームに興味を示さず契約の儀式の際にプレートに触ったふりをしただけだったため、実際は契約を交わしていない未契約者であり、彼が座っていたのはカナの椅子である。カナを契約させなかったのは、彼女が楽しんでいたら腹が立つからという単純なものだった。しかし、カンジ・実母である田中・カナの死と言葉、そして田中の実子である未来（みく、ウシロの異父妹）の姿に心を動かされ契約を決意し、また義父にも心を開く。契約者となった彼の椅子は、田中が座っていた戦闘機の椅子だった。
自身の戦闘の前に彼は好きだった寝ることが出来なくなっていた。義父からもっと早くに養子のことを伝えるべきだったと謝罪の言葉を告げられようとしていたが、ココペリの時と同じく転送によって邪魔をされ、最後まで伝わることは無かった。
14人目のパイロット。戦闘はアウェイであったが、敵コックピットを破壊する直前に相手側のコエムシが現れ、意味深な発言をしたことで、彼は敵コックピットを破り中を見てしまう（この時、コエムシからは止める様に言われていたが、コエムシを信用できなかった彼は無視してしまう）。敵コックピットが破られたことで外部への転送が可能となった対戦相手のパイロットが機体を放棄してどこかへ姿をくらましてしまったため、制限時間内に相手の地球のどこかに潜むパイロットを殺すべく、甚大な精神的苦痛に苦悩しながらも敵地で大虐殺を行うこととなる。その際に嘔吐して着ていたカンジから貰ったジャケットを汚したこともあり、初めてユニフォームに袖を通して戦いに勝利し、先に逝った14人の仲間たちの元へ旅立つ。
彼の戦いはアンコの父である往住明により録画された。数多くの人たちとの出会いや別れ、自身の出生の秘密とそれらに伴う精神的成長等、これらのことから実質的な本作の主人公と言える人物。
アニメ版
最後のパイロット。模様は顔に現れる。原作と異なり、当初から契約していた。カンジとは小学生時代からの友人である。カナに当たる原因は「母親の死」。原作と違い表情は豊かで、感情の起伏・口数も多い。またまれにカナを気遣う素振りも見せている。父が仕事で多忙なことに寂しさと反発を覚え、自然学校の直前にカナを連れて家出し、東京のカンジのマンションに飛び込んだ。夏休みが終わった後も中学校には通っておらず、カンジ曰く「不登校扱い」となっている。
実は田中美純の息子であったが、田中の姉夫婦である宇白家の養子となっており、カナは血縁上は母方の従妹にあたる。初期には自分勝手な発言が多かったが、仲間の死や戦いの意味を知ることにより、また、カナを助けるため、義父のフリースクールを守るために自分で全てを終わらせる決意をし、最終戦のパイロットになる。
彼は散っていった仲間たちの姿を回想しながら戦う。「ワクみたいに叫んでみるかな」と光線を放ち、「キリエの奴、よくあんなに動かせたな」と自分の動きと見比べる。「俺は見てきたんだ、ダイチやモジやナカマを。どんな相手にも勝ってみせる」と彼らのことを思い出す。夜になり眠っていたところに攻撃を受け、滅茶苦茶な反撃をする。「意外と何も考えないのもありだな、コダマもこんなだった」と思い出して笑う。夜が明け、なかなか諦めない敵に向こうも地球を背負って必死であることに気付く。戦いが始まって2回目の夕方にジアースの左腕は根本から切れ、視界がボヤける。敗北を予感する彼は田中の幻影を見て、死んだら母に会えることに気付く。夜を迎えた頃に好戦に転じ、30時間に及ぶ長丁場の末に勝利する。「こんなキツい戦いが繰り返されているなんて、よその地球に持って行かなくて本当に良かった。これで自由になれる。」と本心を口にする。その後、戦いの連鎖を断ち切るためにジアースをバラバラに解体し、崩れ行くジアースの顔から最後の光が消える。
小説版
原作より感情を見せる場面が多い。第11章の《打筒》との戦いの後、カナが倒れ、彼女が操縦者であったことを知る。またカナの死に関してカンジに強く叱責されたことにより、たった一人の妹と友人を同時に失ったと悟る。世界に絶望して雪の中を凍死寸前に陥るまでさ迷い歩いたが、マーヤの手により救出される。以後、ジアース内にある教室で、屍となったカナの傍に居続ける。
第14章では、ジアースの内部に居たことから《紅蠅》の精神干渉能力の影響を受け、夢の中でカンジと再会し和解を果たす。最後のパイロットになるというマーヤからの提案を拒否し、用済みと判断されジアースから放り出された後、マーヤが契約したと知り、彼女の戦いに立ち会う。その後、田中が実母であることを知ることのないまま最後のパイロットとして契約し、引き継ぎ戦を行う。

## 国防軍
ナカマの戦いの後、子供達を航空国防軍横田基地に集め（アニメ版ではコダマの戦いの後で子供達を海上の重巡洋艦に集める）、事情を聴取し身体検査を行い、当面普通の生活を送らせながら監視下に置きつつ相談相手にもなっている。ジアースの秘密を知ろうとするが、そのテクノロジーには歯が立たず、コエムシにはのらりくらりとバカにされ、敵ロボットの火力の前に多数の艦船と軍用機を喪失する。ジアースの情報を独占しその報道をコントロールしているが、公開を求める各国の要求、ジアースによる戦闘での被災者からの怨嗟、子供達に関する情報の流出で苦しい立場にある。
田中 美純（たなか みすみ）
声 - 進藤尚美
航空国防軍一尉。国防大学23期生の中では極めて優秀で、図上演習・兵棋演習では無敗を誇り、同期からは畏敬をこめて「カナタさん」と呼ばれる。交渉能力も高く、傍若無人のコエムシをして苦手と言わしめるほど。4歳の時、日米安保破棄に関係する「日乃レポート事件」で父を亡くしている。既婚であり、カナと同年齢の10歳の娘・未来がいる。10代の頃は荒れた生活を送り、そこから這い上がってきたため人生経験は豊富で、子供達の良き相談相手となる。また戦闘中は関と共にジアース内に転送され、子供達にアドバイスを送り、国防軍との連絡も務める。
旧名は佐藤美保。中学生の時に妊娠し、恩師の下に生まれた子供を預けて去った過去がある。現在の夫と結婚し田中姓を名乗るようにした際、名前も改めた。
チズ編の後、パイロットが2人足りないことが分かり契約者となる。カナの戦いの際に戦闘機に乗ってジアースを援護するが、撃墜された戦闘機から脱出したところで敵に捕まってしまい、敵を複数回銃撃した後、カナの戦闘の邪魔にならぬように自らを撃ち抜き命を絶った。死ぬ直前に何かを言うように口を動かすが、何を言っているかは明らかにされない。実は彼女が産んだ子供はウシロであり、ウシロは田中の自決直前にカナの口からその事実を知ることになる。
中学卒業直後にウシロを出産し、これを「13年前のこと」と発言していることから、本編の時点で29歳前後とみられる。ココペリ戦でジアースに激突して亡くなった戦闘機のパイロットが田中と同じ隊の隊員で、その事務処理の途中でジアースにウシロが関わっていることを知る。
アニメ版
2000年3月12日生まれの30歳（第18話ではニュースで31歳と報道される）。独身。利己主義的な政府や軍に対し、子供達を守ろうとする発言や行動が目立つ。
16歳の時にヤクザの蓮木一郎と出会い、高校を中退して結婚。息子を出産するが、ほどなくヤクザの抗争により蓮木と死別し、身の安全を守るために息子を姉夫婦（宇白夫妻）の養子にして国防兵学校に入学した。一人前の軍人になって子供を引き取ろうと宇白と連絡を取っていた。
ジアース出現後、そのパイロットに息子であるウシロがいることを知り、子供たちの世話係に志願した。政府の計画を明るみに出そうとするが、コモの父・古茂田議員の暗殺に巻き込まれ、反撃するも殺されてしまう。自分がウシロの母親であることはカナにもウシロにも告白しておらず、ウシロは田中の死後に蓮木の子分であった榊原保からそれを聞かされることになる。田中の死はニュースでは車を運転中の事故死と報道された。
小説版
チズとワクの抜けた穴を補うために契約者となる。第11章にて情報管理問題の責任を押し付けられる形で、監視役を降ろされた挙句、幽閉されることとなる。
第15章では、核による汚染で人類が住めない環境になりつつあった地球で、「日乃レポート事件」を元にした地球間移民を提案、指揮する。
《水母》との戦いで、パイロットとして戦うことになった自分の娘（マーヤ）を救うために出撃する。そして、マーヤに感謝の言葉とウシロへの遺言を伝えた後、《水母》のコックピットへ特攻して彼女を勝利へと導く。

関 政光（せき まさみつ）
声 - 川田紳司
海上国防軍一尉。独身。田中とは同期。国防軍志願のきっかけは『アイドル防衛隊ハミングバード』に憧れたため。田中と共に契約を結び、戦闘時にはコックピットでパイロットのサポートや軍との連絡を担当する。田中のことを軍人らしくないと言うが、カンジから言わせてみれば関の方がよっぽど軍人らしくなく、変な人とのこと。カンジに田中が戦闘機のパイロットであることを伝え、国防大時代や現在の田中の写真を贈っている。カンジの戦いの際に、自らの生命反応をもって敵に光線攻撃を当てるための的となり、他の22名のジアースパイロットの志願者たちと共に死亡する。この作戦は「義四号作戦」と名付けられた。
アニメ版
庄司が登場しないのでその役回りからコエムシに銃を向け右腕を負傷、その右腕は後に義手となる。パイロットとして契約する際に義手である右手で契約しようとして、コエムシに注意される。その後に生身の左手で契約。田中曰く、野菜を食べないらしい。彼の右腕にはジアースの戦闘が録画されており、認知研への最初の協力者となる。アニメ版では死亡せず、最終戦であるウシロの戦いを最後まで見守る。
小説版
他メディアに比べてユーモラスな人物として描かれている。ワクに多くのアニメ作品を勧める、ガンダムなどのネタを口にするなど、アニメオタク的な行動が多く見受けられる。
《大烏》戦で放たれた黴（かび）のウイルスのワクチンを手に入れるため、戦闘機で出撃するが、敵側の艦載機に撃墜される。執念で《大烏》の急所にまで辿り着くものの、既に体はウイルスに侵されており、後一歩の所で力尽きてしまう。しかし、彼の身体の中でウイルスが独自の進化を果たしたことにより、結果的に相手の地球人を倒すことに成功する。

佐々見（ささみ）
声 - 木下浩之
国防省軍令局の立場からジアース関連の戦闘の対策などを立てている。国家官僚としての冷徹な部分も持つが、子供達の立場を理解し彼らが少しでも有利に戦えるよう尽力している。コエムシの転送について興味を持っており、その仕組みを教えてもらっている。茫洋としてつかみ所のないキャラクターで、ジアースを見て「男の子の夢⋯だよなぁ」とつぶやくなどの茶目っ気も見せていたが、物語の進行に伴い、戦う子供達を支える事しかできない自らの役割へ深く苦悩していく。階級は一佐。年齢は不明だが、小学四年生のカナのことを「自分の孫のような年齢の子供」と表現するくらいの年代。
最終話では自ら志願して新たなコエムシとなり、次の地球をサポートすることになる（『ぼくらの 一年後の待ち人』にて彼の地球に帰ってきた）。
アニメ版
茶目っ気のあるシーンはカットされた。最終戦であるウシロの戦いは財界のトップである長谷川に報道を抑えられたため国民の目に触れることは無かった。孤軍奮闘するウシロに届きはしないが「孤独ではないぞ」と声援を送る。

庄治 邦夫（しょうじ くにお）
陸上国防軍一尉。ジアースの調査を要求し、拒むコエムシを拳銃で脅すが、拳銃を握る指以外を希望通りジアースに送られ負傷する。以降は名前だけの登場となる。後に負傷は完治し、引継ぎ戦のパイロットとして名乗り出るが、コエムシには存在を忘れられていた（特別ヘンでも作者に忘れられていた）。
アニメ版
登場せず。腕を負傷する役回りは関が負う。
小説版
原作と同じ立ち位置で登場するが、出番は原作より多い。
チズの復讐に協力させられた挙句、チズの姉が巻き添えで死亡した腹いせを食らい、重傷を負う。その後回復するが、彼の発言（ワクは自分が射殺した）がパイロットの「交換」を防ぐために田中がついた嘘のルールと矛盾してしまったことから、少年たちを危険な状態に追い込むこととなる。
原作と同様に、引き継ぎ戦のパイロットとして名乗り出る。

多手（たて）
佐々見の補佐を務める若い男性。譜めくりの経験がある。町家に詰めていた時には娘の事で荒れていた父から酒を買いに使い走りにされている。ウシロの戦いではコックピットに同乗する。
「一年後の待ち人」で、コエムシとなった佐々見の帰りを待っていた。

古茂田 巴（こもだ ともえ）
コモの父親。海上国防軍一佐で第一艦隊旗艦「長門」の艦長。謹厳実直を絵に描いたような軍人で、コモには「父は男の子がほしかったのではないか」とさえ思われているが、かつてコモに付き合ってピアノを始めた時には、ピアノを弾くと優しい気持ちになってしまうという理由から挫折しているなど、根は人間的な人物である。敵性地球人を射殺した後、死亡したコモの遺体を抱き、軍を辞めるつもりであることを佐々見に告げる。発表会での話を聞いたアンコは彼のことを「きっとただ愛情表現がヘタなだけの、人だ」と表現する。
小説版
第12章のコモ・カナ編（２）での米軍との戦いの際、乗っていた「長門」にミサイルが直撃する。しかし奇跡的に死亡は免れる。

## その他の人物
田々良 惣二（たたら そうじ）
声 - 川島得愛
児童虐待を得意分野にする弁護士だが、ジェンダーを入れ替えた幼児プレイ専門でマゾ、すなわち自分が少女になりきって母親役から虐待されるプレイを好む性癖の持ち主。美子の常連客で、美子の売春の斡旋をしているナベさんの頼みに応じて、客の風を装ってナカマの下へ現れる。もとよりナカマを買う気はなく無償で金を用立てることを申し出たがそれを断られた際、ナカマに美子と同じ心の強さを感じている。ナカマを産んだ美子にプロポーズしたが断られている。初対面のナカマから好印象を持たれている。
アニメ版
製薬会社のMR。営業先の産婦人科で美子と知り合った。性癖については描写されない。
小説版
「美子が死亡している」「マコが阿野家の養女となっている」などに伴う変更以外は原作準拠。本人曰く、「美子さんは僕をまるで娘のように扱ってくれた」とのこと。

小田（おだ）
声 - 本多陽子
ナカマのクラスメイト。小学生の頃から同級生であったが、ナカマの母のことで、自分の母と揃ってナカマを侮辱していた。男とラブホテルに滞在していて敵の襲来に気付かなかったところをコエムシの力を借りたナカマに救出され、卑屈な「いい子」であることを捨てたナカマに殴打されたことで、心を改める。ウシロとマチの旅の際に、友達2人とナベさんとナカマの死を自らの責任と悔い続ける美子の病室を訪れていた。
アニメ版
ナカマに雑巾を投げるのが小学生の頃の回想から中学生である現在に変更されている。ホテル滞在の描写はなく、ナカマに救出されることも殴打される描写もなし。従って改心のシーンもない。

カコの姉
声 - 大浦冬華
政府の人からカコは立派に戦ったと説明を受けたが、カコが逃げ回って街をふみつぶしたことを分かっていた。しかし、彼女はそのことを悪いとは思っておらず「誰だって逃げたいでしょ。当たり前でしょ。普通の子なのよ。せめてバカにしないでいてあげて。」と庇う。彼女はカコがキリエを下に見ていることがどれだけバカげているかをカコにどうしても気づかせたかった。

畑飼 守弘（はたがい もりひろ）
声 - 鈴村健一
チズが通う中学校の若い教師。教師は社会の礎だと言い、真面目で深い人生観を語っていたが、その実態はチズを犯すなど悪行の常習者であった。後にそれをキリエに責められた時には、それは被害者が自分で選択した結果であり、問題の原因を他人に求めてはいけないことなどを、理路整然と説明してのける。キリエに刺された時の様子を見るに、畑飼自身がそれに殉じているかは怪しいところがあるが、後に文部大臣への就任を目標に政治家の秘書になるなど、本人なりに教育への想いはまっすぐなものである。その一方で、チズの姉とは真剣に付き合っており、国防軍に捕縛された際には、ジアースの情報をネタに国防軍を手玉に取り自由を得るなど、底の知れない人物。
アニメ版
下の名前は「浩之（ひろゆき）」。社会科の教師で、バスケ部の顧問だが問題行動により解任される。チズ、カコ、キリエの担任でもある。実態は盗撮の常習者で、学校でも問題視されている。チズとの行為の画像をインターネット上に流出させる。
チズの進路相談で中学校を訪れた姉に渡した名刺には「хадахай@cyka.ne.jp」という、キリル文字らしき名前を併用したメールアドレスが記されているが、この文字列をキリル文字として字面どおりに読むと、「ハタガイ」ではなく「ハダハイ」になってしまう。
小説版
国防軍病院に入院までの経緯は、チズの項で語られた内容以外はほぼ原作準拠となっている。ただしすぐに釈放された（監視はついている模様）点が異なり、その後マーヤと接触を持つようになる。マーヤから提供された情報を世間に暴露するが、それがきっかけで世界各地に核弾頭が落ちる羽目になる。その後の登場はないため、生死不明。

本田 千一（ほんだ せんいち）
声 - 最上嗣生
チズの父親。人並み外れて暢気でお人好しな性格の持ち主。チズと同じく左目に泣きぼくろがある。過去に車を盗まれた際に、戻ってくるかもしれないし、警察に通報すると大袈裟になり容疑者が困るかもしれないとして通報しなかった。カコの戦いの前にカコがチズの家を訪ねた時には中国へ出張に行っていた。
チズが行方不明になった後、彼は会社をやめて、ジアースの戦闘に巻き込まれた罹災者支援の非営利組織を立ち上げた。チズがパイロットの役割以外で犯した罪を知っており、それに対する償いの気持ちからであった。佐々見によると退職金と家を担保に入れた借り入れではたかが知れており、組織の資金繰りはかなり厳しいとのことだった。
後日ウシロの発案で、コモの父からコモの最後のピアノ演奏のムービーと音源を、アンコの父からアンコのありったけの写真の使用権を譲り受ける。世界中に音楽ソフトと写真集として販売し、その利益は彼の支援組織に寄附される。アンコの父曰く、罹災者も罹災孤児も充分支援していけるくらいの額になるとのこと。また、チズに非道な行いをした男達への法的処置については、チズは復讐のため無関係の人達を巻き込んだため、チズが裁かれない限り自分たちには男達を裁く権利は無いとした。
アニメ版
登場時には子供会の演劇で桃太郎の猿の役をやることになり練習のためか猿の格好をしていた。私立の中学校に入学したいチズに小学生で受験することを珍しがり、地元の中学校へ行くことを勧める。外干していたチズの下着が無くなった時に盗難を疑い通報しようするチズに対して、無くなったのは1枚だけなので通報は考えなかった。そして、チズの下着が派手だから持っていかれたのではないかと茶化した。

本田 市子（ほんだ いちこ）
声 - 千葉紗子
チズの4歳上の姉。口元の左下にほくろがある。人の善なる部分を信じ、悪なる部分を受け止めようとする性格で、チズからの敬愛が篤い。チズの戦いの後の4日後にキリエが畑飼に会いに行くが、それより前に畑飼とは別れていた。
アニメ版
姉の歳は少なくともチズの6つ以上になる（小学校に入学していないチズが中学校に入学する姉の制服を羨ましがる場面があるため）。畑飼との後日談は描かれていない。また、畑飼の悪行を彼女が知る場面は無い。

阿野 和宏（あの かずひろ）
声 - 保村真
マキの父。小太りの中年男性で、突き抜けたロボット系・軍事系オタクにしてコレクターだが、娘に対しては深い愛情を持って接しており、また娘からも感謝と尊敬を受けている。妻の入院先に来る時にジアースのおもちゃを購入しており、これと彼の教えがマキの戦いの助けになった。マキが突然いなくなった後、会社を休み必死で娘を捜し、ウシロとマチの訪問時にはすっかり痩せていた。幼い子供を叱るお尻叩きを中学生のマキにも行う。ウシロとマチも旅で彼の元を訪れた際にお尻叩きの対象となる。
小説版
マコの父。小説版では、「若い頃のコスプレ制作の経験からか裁縫が得意」という設定が追加され、子供達のユニフォーム制作に貢献する事となる。戦闘の直前に真実を知って絶望するが、マコの決意を真摯に受け止めて彼女を見送り、《白猿》との戦闘の際にも避難せずに自宅から応援し、自分の娘の戦いを見守る。

マキの母
声 - 加藤優子
かつてなかなか子宝に恵まれず、夫とともにマキを養女として引き取り娘として大事に育ててきた。マキの後押しで不妊治療を行っており、18年待ち続けた子を授かる。物語開始時点では出産間近。陣痛が始まったのは出産予定の一月前の、マキとの帰り道だった。
アニメ版
陣痛が始まったのは出産予定の2週間前の、マキ・彼女・コモの3人で行った買い物の帰りに変更されていた。

阿野 一記（あの かずき）
マキの戦闘の後に生まれた彼女の弟。ウシロに抱かれた際は大きな声で泣き、彼から「マキなみのでけえ声」と言われる。

本山 和子（もとやま かずこ）
キリエの4才年上のイトコ。タマコおばさんの娘。かつては明るく朗らかで思いやりのある優しい人で、いじめられていたキリエをよく助けていた。彼女が変わったのは高校に入ってからで、友人の苦しみを一緒に背負い友人とともにマンションの上から飛び降りることを決める。しかし、彼女は飛べずに一人残った。それから彼女は生きることも死ぬこともできなくなった。両腕に包帯を巻き、痩せており拒食症なのか食べても吐いてしまうらしい。具合を見に来たキリエに自分を殺してと頼む。家の近くを被災しており、黒い怪獣に踏み潰してほしかったと言い、あの時死んでいたらと後悔する。
キリエが行方不明になってから思うところがあったようで、食事を摂り始め、最近は黒い怪獣の被災者支援のボランティアに行っている。ウシロとマチが訪ねた時も家を空けており、会うことが出来なかった。

往住 明（とこすみ あきら）
声 - 古澤徹
ニュースキャスターとして国民的知名度を持つ、アンコの父親。真面目な仕事一辺倒な人物だったためか、アンコがジアースと関わっている事を知るまで面と向かって話し合う事がなかった。妻（アンコの母）とは家庭内別居状態で、互いに詮索はしないようにしている。軍の選んだ情報を報道する役割をしてしまっていることについて苦しむ。娘の死を見届けた後は、残りの子供達への協力を惜しまず、最終戦となったウシロの戦闘時にはコックピットに同乗し、カメラを持って彼の戦いを見届けた。
アニメ版
容姿や性格はアニメ版オリジナル。田中、古茂田と組んで、自らがキャスターを務めるニュース番組でジアースを巡る政府財界の動きを追及しようとしたが、自身の不倫が公になり、計画は頓挫する。妻・圭子とは不倫が発覚するまでは仲が悪いようには描かれていない。

狩田 淳二（かりた じゅんじ）
ジアースのパイロットが子供であるという情報が世間に流出した後、自らをパイロットと偽ってマスコミに登場した中学二年生の少年。両親の不和を解消しようと考えての行動だったが、直後にジアースの戦闘による犠牲者の遺族によって殺された。子供達からは名前をもじって「カタリ君」（騙り）と呼ばれた。この行動のために、往住明の番組でアンコをパイロットとして発表しようとした軍の計画は潰れてしまう。が、自然学校不参加でありながらジアースのパイロットであるという狩田の登場で、同時に流出した自然学校参加者リストは意味を失い、結果的に子供達は彼の行動によって救われた事になる。以後、子供達に対する身辺警護は厳重となった。後日、ウシロとマチが彼の両親の元に訪れ真実を告げるが、彼の弟にはジアースのパイロットであることにしてくれと頼まれる。

狩田 惣二（かりた そうじ）
淳二の弟で小学一年生。両親と兄はウソつきで、そのせいで自分がいじめられると言う。顔に2つの絆創膏を付けている。最初はマチのこともウソつきだと言い取り合わなかったが、マチがコモ戦で負った顔の傷を見せたことで本物だと信じ、マチの言葉で兄と両親もウソつきではないと信じる。子供の外見をした暗殺者にいじめられ、マチを誘き寄せてしまう。

田中 未来（たなか みく）
田中美純の実の娘。ウシロとの血の繋がりを持つ本当の（異父）妹。田中の乗った戦闘機の座席を前に泣き崩れていた。

ウシロの父
中学校教師で、かつて教え子であった田中が産んだ子（ウシロ）を養子として引き取り、後に産まれた実子のカナと共に育ててきた。ウシロとの関係は踏み込みきれないものであったが、彼なりに息子への愛情は持っており、ウシロがジアースに召喚されて消えた後は、ショックで自宅の物に当たり散らした。この時に電話機を破壊しており、電話が通じず心配した教え子達が自宅に訪ねてくるまで家にいた。

アラクネII（ガリア）のパイロット
敵性地球人。マキの対戦相手でアラクネII（アニメ版ではガリア）のパイロットであった中年男性。彼との戦いで、敵の正体が判明した。戦いに敗れて死亡。

エニグマIIのパイロット
敵性地球人。原作のキリエの対戦相手でエニグマIIのパイロットであった眼鏡の少女。左腕にいくつかのリストカットの跡がある。6巻巻末の「ぼくらの楽屋ご開帳」にて彼女と本編に出てきていない彼女の椅子が描かれているが、彼女の椅子に作者の「けっこうお気に入りの造型」と書かれている。アニメ版にマチの地球の人間で彼女と同じ姿をした少女＝委員長（声：堀江由衣）が登場している。

ハムバグのパイロット
敵性地球人。原作のコモの対戦相手でハムバグのパイロットであった中年の男性。戦いの始まる3日前に自分の娘を特別災害の被災者に殺されてしまい、自分の地球への執着を無くしていた。戦闘では優勢を収めたが、コモに自分の娘の面影を見たのか勝利目前で戦闘を放棄して逃走する。その後、コモの演奏で彼女の地球の存亡を決めようと黒コエムシと共にコモの演奏会場に現れ、演奏を聞いて彼女の地球を残すと決めて会場を去った。最期はコモの父・巴の手によって射殺された。登場した敵のパイロットの中で唯一彼のみが言葉を喋った。

ウシロ編の敵パイロット
敵性地球人。原作のウシロの対戦相手であった女性。頭と右目に包帯を巻いており、不気味な笑顔を見せる。戦闘には敗れたが、敵のコエムシの策略によってウシロがコックピットを突き破ったミスに乗じて逃亡する。最期はウシロによる無差別攻撃の中で命を落とした。

## アニメ版にのみ登場する人物
榊原 保（さかきばら たもつ）
声 - 室園丈裕
暴力団「穂走会」の元構成員。田中の夫である蓮木一郎を「若」と呼び心から慕っていた。蓮木から妻子を託されていた。彼の死後、彼の妻子をつけ狙う輩を殺した罪で懲役20年の判決を受けたが、模範囚として10年で出所した。出所後早々に穂走会会長からヤクザから足を洗い、田中とウシロの身辺警護をするよう頼まれる。刑務所で棚を作っておりとても詳しい。また、将棋盤も作っており会長とウシロに手土産として渡した。キリエ母の就職を斡旋したり、古茂田議員の身辺警護を行う。ウシロに両親の馴れ初めからウシロを手放すまでの経緯を説明し、ウシロの母・田中から託された銃をウシロへ渡した。また、カンジからは母の殺害を頼まれていたが、カンジの戦いを最後まで見守ることを条件に実行しなかった。
ジアースの全戦闘が終わった後にはフリースクール「コナラ学園」の手伝いをしている。

古茂田 孝一（こもだ こういち）
声 - 谷口節
アニメ版におけるコモの父親。「野党の鉄の壁」と呼ばれる有力国会議員。政府を追及してジアースの秘密を明るみに出そうとする。他の議員から頑固オヤジと言われている。
古茂田は国会質問でジアースの真実が書かれた文書・ジアースレポートの内容を問うが総理はその内容を一切認めない。それどころかジアースレポートは小説家志望者が書いたという嘘のニュースが流される。その後、古茂田邸に車が侵入し玄関先に火炎瓶を投げつけるという事件が起きる。ジアースレポートで国会を騒がせたとして古茂田は議員を辞職する、彼は辞職会見でジアースの公表されていない真実を語った。危険だと分かっている自宅にコモの顔が見たいと帰った彼は妻子を逃した後に、襲撃に来た連中に銃撃されて死亡する。しかし、彼の死は拳銃自殺だとニュースで報じられる。

吉川 光枝（よしかわ みつえ）
声 - 新田万紀子
アニメ版におけるカンジの母親。無人兵器のコングロマリットである認知工学研究所の教授で、ジアースのメカニズム研究を依頼される。仕事に没頭し家庭を顧みないことをカンジになじられている。コエムシから彼女が政府機関にカンジ達の情報を流していたこと、コモの父が財界から狙われていたことも知っていたと暴露される。ジアースのプログラムをコピーし認知研のパソコンに再現したことで敵を沖天楼の近くに呼び出してしまう。カンジの戦いを最後まで見守る。

桂木（かつらぎ）
声 - 斧アツシ
内閣調査室室長。長谷川にジアースプログラムを使ったエネルギー革命計画の凍結を打診するが、お前も死にたいのかと脅迫される。長谷川には逆らえない関係。

長谷川 豊治（はせがわ とよはる）
声 - 菅生隆之
日本財界の大物で、政界のフィクサー。ジアースを利用し、国際条約で禁止されていた無人兵器の限定的解除を画策する。古茂田孝一や田中美純を殺させた張本人であるかのような発言がある。敵と共にジアースを叩き潰すように指示しており、ジアースが負けるとこの宇宙が滅びることを信じていない。敵との戦いにおいて住民の避難が遅れていても作戦を開始させるなど、人命を軽視している。ウシロの最終戦の様子は彼にマスコミを抑えられていたため一切、ニュースで報じられなかった。

宇白 要次郎（うしろ ようじろう）
声 - 樫井笙人
ウシロとカナの父親。妻の死後、山里にフリースクール「コナラ学園」を設立し運営している。兄妹への愛情は篤い、ウシロが子供の頃に描いた絵を自室に飾り「宝物」と言っている。ウシロの使命を理解し、最終戦を前にする彼に「必ず勝ってこい、敵に同情などするな」と助言する。戦いに向かう彼に食料を渡し、戦いが始まるとカナと2人で戦いが見ることが出来るかもしれない場所まで車で見に行く。

蓮木 一郎 （はすき いちろう）
声 - 津田健次郎
アニメ版におけるウシロの実父。「穂走会の昇り竜」と称されたヤクザ。若年ながら独自の存在感を発揮し、数々のヤクザの抗争を無血で手打ちさせることに成功する。保は彼より年上であったが彼の子分だった。27歳の時、当時16歳の高校生だった田中を見初め結婚して一児を授かったが、その後間もなく保に妻子を託し、子分の敵討ちに出向き敵幹部と刺し違い死亡する。ウシロに顔も趣味も似ている。

## 小説版の登場人物

### 子供たち
原作の15人の子供からはダイチ、モジ、マキ（以上3人は小説版にも登場するが中心人物ではない）、ナカマ、マチの5人が省かれており、代わりに以下の4人（いずれも中学1年生）が登場する。また、カナは原作同様一度はウシロにゲームへの参加を止められるが、マリアが隙を見て契約を結ばせる。
コズエ / 倉坂 梢（くらさか こずえ）
車椅子の少女。自然学校で積極的に介助してくれたワクと親しくなる。ハンデキャップを持ちながら何不自由なく暮らせる時代に感謝しながらも、何をしても「足が悪いのに偉い」としか評価されないという不満を抱いてもいた。パイロットに選ばれ、自分の力で世界を救えると喜ぶ。
第2章で1人目のパイロットとして戦う。「立つ」「歩く」という運動のイメージを持てないために、二足歩行の《人形》を思考で上手に操ることができず苦戦するが、ワクのサポートと、敵が東京に攻撃をかけないことを利用しての格闘戦誘導が決め手となり快勝する。しかし戦闘後、ジアースの上で立ち上がり自分の足で歩いたところをワクに見せた後、ジアースから転落する。この戦闘の痕跡は一切残っておらず、さらに戦闘場所で見たはずの東京タワーは20年前に解体されているという奇妙な現象に見舞われるが、これは戦いの舞台が対戦相手の地球であることによるものだった。

ツバサ / 柊 つばさ（ひいらぎ つばさ）
平行世界におけるモジの幼馴染ツバサであり、モジと立場が入れ替わったこと以外、人間関係などの変更はない。
第4章で3人目のパイロットとしてモジとナギを守るために戦うが、マーヤに唆されたモジがナギを殺す様子を見てしまい、戦意を喪失する。「ナギはまだ生きている」というキリエの嘘により戦意を取り戻して敵を倒すが、冷たくなってゆくナギに口づけしたまま息絶える。

マコ / 阿野 摩子（あの まこ）
第9章のパイロット。平行世界におけるナカマであるが、小説版の世界では早くに母親の美子を亡くしており、そのタイミングで阿野家の養子になった。このため、小説版の主人公たちの世界ではマキは登場しない。基本的な性格はナカマのものだが、育ちの違いによりオタク趣味などマキの性格も承継している。ユニフォームを作る展開や、ベビーベッドが移動しない不具合など、ストーリーも原作のマキとナカマを統合したものになっている。

マリア / 一之瀬 マリア（いちのせ マリア）
中学1年生の女子としては長身の部類。アフリカ系アメリカ人で海軍士官の父と日本人の母の間に生まれたハーフで、日米の二重国籍を有する。軍事オタクで時には「ヘンなガイジン」も演じるが、本質は歳に似つかわしくない理論家。ジアース内の椅子は、何故か畳の上に敷いた座布団。さらに、彼女の要請によりコエムシに用意させた座布団に、椅子が用意されていたカナを座らせている。第9章（マコ編）で、未契約者はカナではないかと推理するが、それは「カナが未契約者であってほしい」という願望から出たものであった。
第13章のパイロット。パイロットの順番が回ってくると、自ら日本国籍を捨て、アメリカ人として父のいるアメリカに渡り、日米が一触即発の段階にある事態の打開を図るが如何ともし難く、肝心の《大烏》との戦も大統領を人質に取られたアメリカが敵への協力をしたことから苦戦に陥ってしまう。関の捨て身の行為が幸運を呼び辛くも勝利した後、両親の再会を見届けながらこの世を去る。

### その他
マーヤ / 槇島 摩耶子（まきしま まやこ）
年齢は不詳だが、見た目は子供たちと同年輩の少女。真夏の海辺に黒一色のワンピースという服装で現われ、子供たちをゲームに誘い契約を結ばせる。空間を自在に行き来するなど、「魔法少女」とも言うべき能力を持ち、子供たちの戦闘のアドバイザーとなる。原作での「最初に現れたココペリ」とコエムシに相当する役割を担う。《人形》内では、マリアの隣に座ったため空席となったカナの椅子に座っている。マリア曰く「性悪ゴスロリ女」。
子供たちに対しては見下すような、そして心を見透かしているような態度を取る。また、目の前の大惨劇にも一切動じない、場違いなくらいの冷静さの持ち主でもある。一方で、ゲームのルールやその存在を全面的に肯定してはいないような一面も見せ、その際はわずかに感情のゆらぎが垣間見える。
表面では子供たちの戦いに全面的に協力しているが、一方では子供たちの影でモジや畑飼に接触し、またアメリカ大統領に面会し、日本がジアースを利用する「虚偽の陰謀」を示唆して日本を窮地に追い込むなど、行動原理には謎と矛盾が多い。名前は偽名で、本名は彼女が蒔いた種により軟禁状態の田中だけに「墓石に刻む名前の為」と称して教えている。
いくつものゲームを見てきたおかげか、やたらと敵の「人形」の能力について詳しい。
その素性は、別世界で生まれた田中の娘、田中未来であった。自分の地球にジアースがやってきた際に母親を戦闘途中で亡くし、そのことを軽んじる発言をした異父兄（ウシロ）を刺す。
数百もの世界をまたにかけ、ゲームのサポーターを担ってきていた。実際の自分の肉体は保存され年をとっていなかったらしい。その目的はこの「ゲーム」を司っている神とでも呼ぶべき存在に挑戦することで、神が「人間」という種族に興味があるのではないかと仮定し、核戦争を起こすために暗躍したりなどして、《地球の人間を全て殺した上でゲームに勝たせる》ということを繰り返し、神に自分という存在がいるのだと認めさせ、その神と戦うことを目的とした。しかし、その一方で「その地球での田中が《人形》と契約せず、最後まで存命した地球」だけは滅ぼさずに残していた。
しかし「ぼくらの」世界のモジと、信頼していたコエムシに騙されて、ついにゲームの参加者として戦うことになってしまう。母・田中を守るために戦うことを決意するが、彼女自身は相当な年月を生き続けて魂が老化しており、パイロットの魂の若さに力が比例するジアースが思うように動かずに苦戦を強いられてしまうが、田中の犠牲によって辛くも勝利を収める。死の直前にウシロに田中の遺言を伝え、自身が犯した愚行の数々を悔やみながら死んでいく。

コエムシ
造形は基本的に原作と同じだが、若干たれ目に描かれ、顔の上半分が赤く、出っ歯のようなギミックがあり、漫画に登場する覆面泥棒といった外見。マーヤを「お嬢様」と呼び、そのアシスタントを務める。基本的な性格の悪さは原作と変わらないが、言葉遣いは慇懃であり、ジョークを飛ばす・子供たちの言動に突っ込みを入れる・マコの作るコスチュームに密かに自分の分を期待するなど、愛嬌のある一面も見せる。
その正体は、マーヤとは違うさらに別世界の田中未来の世話役だったようで、彼女の遺品であるリボンを頭の後ろに常に付けている。性別は女性。「ネクスト」以降のジアースのコエムシを引き続き務めることになる。

《教師》
20代後半の男性。第1章で子供たちが契約を結んだ後の最初の戦闘で戦い方を教え、姿を消す。原作での「2度目に現れたココペリ」に相当する役割で、マーヤとコエムシを「信用できない」と子供たちに告げるのもココペリと同様。

ジョージ＝ケンネル
第9章でマーヤが接触した、アメリカ合衆国大統領。大学時代の成績は悪く、何度も落第しかかっていた。日本のアニメーションや特撮、フィギュアといったオタク文化を愛しており、それらが思考の基礎を成している部分が大きい。
《大烏》搭乗者たちに脅され《人形》攻撃支援を余儀無くされるが、想定外の事態（関の肉薄）から、脅していた当人たちが持ち込んだウイルスに侵されてしまう。この醜態に対し彼が発した「墓穴を掘ったな」の一言に激昂した搭乗者のリーダーの手により射殺される。